# Crime et race aux États-Unis
Aux États-Unis, la relation entre race et crime est un sujet de controverse publique et de débat intellectuel depuis plus d'un siècle. Les taux de criminalité varient considérablement entre les groupes raciaux. Aux États-Unis, la plupart des victimes d'homicide sont de même race que l'agresseur.
La recherche universitaire indique que la surreprésentation de certaines minorités raciales dans le système de justice pénale peut s'expliquer en partie par des facteurs socioéconomiques, tels que la pauvreté, l'exposition aux quartiers pauvres, l'accès insuffisant à l'éducation publique comme à l'éducation de la petite enfance et l'exposition aux produits chimiques nocifs (tels que le plomb) et à la pollution,. La ségrégation raciale en matière de logement est également liée aux disparités raciales dans les taux de criminalité, car les Noirs ont historiquement et jusqu'à présent été empêché de pénétrer dans des zones prospères à faible criminalité grâce à des actions du gouvernement américain (telles que la redlining) et d'acteurs privés,,. Parmi les facteurs majeurs, on peut évoquer le racisme systémique que subissent les Afro-Américains de tout temps que ce soit dans le système judiciaire,, scolaire, urbain et démocratique qui amplifient la sur-représentation de cette population. Par ailleurs, la destruction de la cellule familiale et des organisations communautaires contribuent à renforcer les phénomènes de gang et les comportements extrêmes. D'autre part on remarque l'absence de confiance, et pour cause, dans le système policier et judiciaire américain qui induit des comportements comme l'acquisition d'armes pour se défendre et à se rendre justice soi-même. La surreprésentations carcérale des Noirs-Américaines et particulièrement des mineurs est aussi un facteur aggravant la récidive. Diverses explications en criminologie ont été proposées pour expliquer ces disparités raciales dans les taux de criminalité, notamment la théorie du conflit, la théorie des souches, la théorie de la désorganisation sociale, la théorie des opportunités macrostructurales, la théorie du contrôle social et la théorie de sous-culture.
La recherche indique également qu'il existe une discrimination raciale et ethnique considérable de la part de la police et du système judiciaire,,. Une littérature universitaire substantielle a comparé les fouilles policières (montrant que la contrebande se trouve à des taux plus élevés chez les Blancs qui sont arrêtés), les décisions de libération sous caution (montrant que les Blancs ayant la même décision de libération sous caution que les Noirs commettent plus de violations avant le procès), et la condamnation (montrant que les Noirs sont plus sévèrement condamnés par les jurys et les juges que les Blancs lorsque les faits et circonstances sous-jacents des affaires sont similaires), ce qui permet de tirer des conclusions causales valables de la discrimination raciale,,,. Des études ont documenté des schémas de discrimination raciale, ainsi que des schémas de brutalité policière et de mépris des droits constitutionnels des Afro-Américains, par les services de police de diverses villes américaines, dont Los Angeles, New York, Chicago et Philadelphie,,,,.

## Terminologie
Le terme de violence « noir sur noir » a été critiqué pour sa dimension trompeuse et raciste. Un chroniqueur écrivant à la suite du meurtre de George Floyd a accusé les opposants au mouvement Black Lives Matter d'utiliser la rhétorique « les Noirs tuent les Noirs » pour esquiver les discussions sur la brutalité policière.
Les chercheurs soulignent qu'il existe des facteurs socio-économiques sous-jacents à ces statistiques sur la criminalité et que la criminalité est souvent plus élevée dans les quartiers à faible revenu. La couverture médiatique de la violence « noir sur noir » a été critiquée pour avoir perpétué les stéréotypes raciaux des Noirs violents. Les chercheurs ont mis en évidence le langage médiatique établissant des liens entre la violence intracommunautaire dans les quartiers noirs et la supposée «faillite morale» dans les structures et les communautés de la famille noire. Le chef du département de police de Milwaukee, Edward A. Flynn, a noté que les Afro-Américains sont assassinés de manière disproportionnée, représentant 80 % des victimes de meurtre à Milwaukee. Les chercheurs ont pris note de ces arguments, mais affirment que le terme crime noir sur noir est « inexact et vague » et « généralement offensant pour les Noirs américains ».

## Sources de données sur la criminalité
Aux États-Unis, les données sur la criminalité proviennent de trois sources principales : 
- les rapports de criminalité des organismes d'application de la loi, collectés mensuellement par le Bureau fédéral d'enquête (FBI) et traités chaque année en tant que déclarations uniformes de la criminalité (DUC) ;
- les enquêtes sur la victimisation, recueillies tous les deux ans par le Bureau of Justice Statistics et traitées chaque année dans le cadre de l'enquête nationale sur la victimisation criminelle (ENVC) ;
- les enquêtes d'auto-évaluation.

Les rapports uniformes sur la criminalité représentent la principale source de données utilisées dans le calcul des statistiques officielles concernant les crimes graves tels que les meurtres et les homicides, qui sont complétés par les informations fournies par le ENVC et les études d'auto-évaluation, ces dernières étant le meilleur indicateur de la taux de criminalité pour les délits mineurs tels que la toxicomanie illégale et le petit vol. Ces programmes de collecte de données sur la criminalité fournissent la plupart des informations statistiques utilisées par les criminologues et les sociologues dans leur analyse de la criminalité et l'étendue de sa relation avec la race. Une autre forme de donnée est celle concernant la population carcérale.

### Déclarations uniformes de la criminalité (DUC)
Fondé en 1927, le programme Uniform Crime Reports (UCR - traduit Déclrations uniformes de la criminalité ou DUC) est un système de rapport basé sur un résumé qui recueille des données sur les délits signalés aux services répressifs locaux et étatiques des États-Unis. Le système de DUC classe les délits sous deux titres: les délits de partie I et de partie II. Les infractions de partie I comprennent les assassinats et homicides ; crimes violents non-mortels incluant vol qualifié, viol, voies de fait graves; et les délits contre les biens comprenant le cambriolage, le braquage, le vol de véhicules à moteur et l'incendie criminel. Les infractions de partie II comprennent la fraude, la contrefaçon, le détournement de fonds, les voies de fait simples, les infractions sexuelles, les infractions contre la famille, les infractions en matière de drogue et d'alcool, les infractions relatives aux armes et les autres infractions non violentes, à l'exception des infractions routières.
Il existe des limites fondamentales au système de DUC, notamment : 
- Imprécision : les statistiques de DUC ne représentent pas la quantité réelle d'activités criminelles aux États-Unis. Comme ces déclarations s'appuient sur les rapports de criminalité des agences locales d'application de la loi, le programme de DUC ne peut mesurer que les crimes connus de la police et ne peut pas fournir une représentation exacte des taux de criminalité réels[29].
- Fausse déclaration : Le programme de DUC est axé sur la criminalité de rue et n'enregistre pas d'informations sur de nombreux autres types de criminalité, tels que le crime organisé, le crime d'entreprise ou le crime fédéral. De plus, les services répressifs peuvent fournir des données trompeuses par inadvertance en raison des pratiques policières locales. Ces facteurs peuvent conduire à de fausses déclarations concernant la nature et l'étendue des activités criminelles aux États-Unis[30].
- Manipulation : les données du DUC peuvent être manipulées par les services répressifs locaux. Les informations sont fournies volontairement au programme DUC et la manipulation des données peut se produire au niveau local[31].
- Race et appartenance ethnique: le DUC suit le crime pour la catégorie raciale des Blancs afin d'inclure les ethnies hispaniques et non hispaniques.

Selon l'ACLU, avec plus de 50 millions de Latinos résidant aux États-Unis, cela masque les taux d'incarcération des Latinos vis-à-vis des délits liés à la marijuana, car ils sont considérés comme « blancs » par rapport au DUC.
En réponse à ces limitations et à d'autres, un nouveau système de collecte de données sur la criminalité a été créé en 1988 en tant que prolongement du système de DUC. Le système national de signalement des incidents (NIBRS) est un système de signalement des incidents qui collectera des données plus complètes et plus détaillées sur la criminalité auprès des services répressifs locaux, étatiques et fédéraux. Comme il est encore en cours d'élaboration, la couverture du NIBRS n'est pas encore nationale.

### Enquête nationale sur la victimisation criminelle (ENVC)
Le programme National Crime Victimization Survey (NCVS - traduit Enquête nationale sur la victimisation criminelle soit ENVC), fondé en 1972, est une enquête nationale d'un échantillon représentatif de ménages aux États-Unis qui couvre la fréquence de la victimisation criminelle ainsi que les caractéristiques et les conséquences de la victimisation. Le principal objectif du programme d'ENVC est de recueillir des informations sur les crimes qui n'ont pas été signalés à la police, bien que des informations soient également collectées sur les crimes signalés. L'enquête recueille des données sur le viol, les voies de fait, le vol qualifié, le cambriolage, le vol et le vol de véhicules à moteur. L'ENVC comprend également des questions supplémentaires qui permettent de recueillir des informations sur des questions tangentiellement pertinentes telles que la violence à l'école, les attitudes à l'égard de l'application des lois ou les perceptions concernant la criminalité.
Il existe des limites fondamentales au programme d'ENVC, notamment : 
- Fiabilité : les statistiques d'ENVC ne représentent pas des cas de victimisation vérifiés ou attestés. Comme cela dépend du souvenir des personnes interrogées, l'ENVC ne peut pas faire la distinction entre les allégations de victimisation vraies et fabriquées, ni vérifier la vérité de la gravité des incidents signalés. De plus, l'ENVC ne peut pas détecter les cas de victimisation où la victime est trop traumatisée pour être signalée. Ces facteurs peuvent contribuer à des déficits de fiabilité des statistiques du ENVC[36].
- Déformation : le programme d'ENVC est axé sur les régions métropolitaines et urbaines et ne couvre pas adéquatement les régions suburbaines et rurales. Cela peut conduire à une représentation erronée de la nature et de l'étendue de la victimisation aux États-Unis.

### Comparaison des données du DUC et de l'ENVC
Selon le ENVC pour 1992-2000, 43 % des actes criminels violents et 53 % des crimes violents graves (sans menaces verbales, coupures et ecchymoses) ont été signalés à la police. Dans l'ensemble, les victimes noires (49 %) et autochtones américaines (48 %) ont rapporté le plus souvent, plus que les Blancs (42 %) et les Asiatiques (40 %). Des délits violents graves et des voies de fait graves contre des Noirs (58 % et 61 %) et des Américains autochtones (55 % et 59 %) ont été signalés plus souvent que contre des Blancs (51 % et 54 %) ou des Asiatiques (50 % et 51 %). les Amérindiens étaient inhabituellement peu susceptibles de signaler un vol (45 %), comme pour les Asiatiques et une agression simple (31 %).
Malgré les différences dans le nombre de délits signalés, les comparaisons des ensembles de données du DUC et de l'ENVC montrent qu'il existe un degré élevé de correspondance entre les deux systèmes. Cette correspondance s'étend à la démographie raciale des auteurs et des victimes de crimes violents signalés dans ces deux systèmes.

### Classification des Hispaniques
Le DUC classe la plupart des Hispaniques dans la catégorie blanche. L'ENVC classe certains criminels hispaniques comme «blancs» et certains comme «autre race». Les catégories de victimes du NCVS sont plus distinctes.
Selon un rapport du Conseil national de La Raza (ou UnidosUS), les obstacles à la recherche sapent le recensement des Latinos en prison et « les Latinos dans le système de justice pénale sont sérieusement sous-estimés. L'étendue réelle de la surreprésentation des Latinos dans le système est probablement beaucoup plus importante que ce que les chercheurs ont pu documenter. Le manque de données empiriques sur les Latinos est en partie dû au fait que les prisons n'ont pas documenté les détails ethniques à l'admission, ou enregistré des pratiques qui historiquement classaient les Latinos comme blancs ».
Dans l'ensemble, le FBI n'a pas inclus de catégorie «Latino» ou «Hispanique» jusqu'à récemment et 93% des Hispaniques sont classés comme «blancs» par les forces de l'ordre (sans considération de leur ascendance), ce qui gonfle souvent le nombre de crimes attribués aux Blancs.

## Statistiques sur la criminalité
Les chercheurs ont constaté que certaines minorités raciales et ethniques, en particulier les Afro-Américains, sont représentées de manière disproportionnée dans les rapports d'arrestation et de victimisation qui sont utilisés pour compiler des statistiques sur le taux de criminalité aux États-Unis. Les données de 2008 révèlent que les Noirs américains sont surreprésentés en termes d'arrestations effectuées dans pratiquement tous les types de criminalité, à l'exception des cas de « conduite sous influence », de « lois sur les alcools » et de crimes de haine. Dans l'ensemble, les Noirs américains sont arrêtés à 2,6 fois le taux par habitant de tous les autres Américains, et ce ratio est encore plus élevé pour les meurtres (6,3 fois) et les vols qualifiés (8,1 fois),.

### Homicide

Victimes d'homicide aux États-Unis par race, 1980-2008.

Condamnations aux États-Unis pour homicide par race, 1980-2008.

Selon le département américain de la Justice, les Afro-Américains représentaient 52,5% de tous les délinquants condamnés pour homicide de 1980 à 2008, les Blancs 45,3 % et les « autres » 2,2 %. Le taux de délinquance pour les Afro-Américains était presque huit fois plus élevé que pour les Blancs, et le taux de victimes six fois plus élevé. La plupart des homicides étaient intraraciaux, avec 84 % des victimes blanches tuées par des Blancs et 93 % des victimes afro-américaines tuées par des Afro-Américains,,.
En 2013, les Afro-Américains représentaient 52,2 % de toutes les arrestations pour meurtre, les Blancs 45,3 % et les Asiatiques / autochtones américains 2,5 %. De ce qui précède, 21,7 % étaient hispaniques,.
Les Noirs représentent la majorité des victimes d'homicide par arme à feu et des personnes arrêtées aux États-Unis, tandis que les Blancs (y compris les Hispaniques) représentent la majorité des victimes d'homicide et des personnes arrêtées sans arme à feu. Parmi les victimes de meurtre par arme à feu aux États-Unis entre 2007 et 2016, 57 % étaient noires, 40,6 % blanches (y compris hispaniques), 1,35 % asiatiques, 0,98 % de race inconnue et 0,48 % autochtones américains. Les homicides sans arme à feu représentaient environ 30 % du total des meurtres au cours de la période. Les Noirs étaient également surreprésentés dans ces homicides, mais seulement 2,5 fois plus que leur part dans la population générale. Parmi les victimes de meurtre sans arme à feu aux États-Unis entre 2007 et 2016, 61,5 % étaient de race blanche (y compris hispanique), 32,9 % de noirs, 2,29 % d'Asie, 1,89 % de race inconnue et 1,43 % d'Amérindiens.

### Agression
Le centre pour le contrôle et la prévention des maladies (CDC)conserve des données sur les visites aux urgences en cas de blessure non mortelle et sur la race des victimes. Alors que les victimes blanches non hispaniques représentent environ la moitié du total des blessures non mortelles par voies de fait, dont la plupart ne comportaient aucune arme, les victimes noires et hispaniques représentent la grande majorité des blessures par balle non mortelles. Il y a eu au total 17,3 millions de visites aux urgences ou d'hospitalisations pour voies de fait non mortelles aux États-Unis au cours de la période de 10 ans entre 2007 et 2016. Pour les agressions non mortelles avec une race enregistrée, 6,5 millions de victimes étaient des non-hispaniques blancs, 4,3 millions de noirs, 2,3 millions d'hispaniques et 0,4 million d'autres (non hispaniques) et pour 3,8 millions, la race n'a pas été enregistrée. Il y a eu au total 603 000 visites aux services d'urgence aux États-Unis pour des agressions par balle non mortelles au cours de la période de 10 ans entre 2007 et 2016. Pour les agressions à l'arme à feu non mortelles avec une race enregistrée, 77 000 victimes étaient des non-hispaniques blancs, 261 000 étaient des noirs et 94 000 étaient des hispaniques, 8 500 étaient d'autres non-hispaniques et pour 162 000, la race n'a pas été enregistrée. Malgré les blessures par arme à feu qui ne représentaient qu'environ 3,5 % des blessures graves par voies de fait entre 2007 et 2016, elles représentaient près de 70 % de l'ensemble des homicides.
Alors que les Afro-Américains sont fortement surreprésentés dans les meurtres et les agressions par armes à feu, la disparité dans les arrestations est faible pour la forme d'agression la plus courante n'impliquant aucune arme ou blessure grave (voies de fait non aggravées). Les Hispaniques et les Blancs non hispaniques sont arrêtés pour voies de fait non aggravées dans un rapport similaire à leur part de la population américaine. Sur les 9 468 arrestations pour meurtre aux États-Unis en 2017, 53,5 % étaient des Noirs et 20,8 % des Hispaniques. Sur les 822 671 arrestations pour voies de fait graves, 31,4 % étaient noirs et 18,4 % hispaniques.
Selon les rapports du FBI Uniform Crime Reports, en 2008, les jeunes noirs, qui représentent 16 % de la population des jeunes, représentaient 52 % des arrestations de jeunes délinquants violents, dont 58,5 % d'arrestations de jeunes pour homicide et 67 % pour vol qualifié. Les jeunes noirs étaient surreprésentés dans toutes les catégories d'infractions, à l'exception du DUI, des lois sur l'alcool et de l'ivresse. Les disparités raciales lors des arrestations ont toujours été bien moindres parmi les groupes de population plus âgés.

### Vol
Selon le National Crime Victimization Survey en 2002, les vols avec des victimes blanches et des délinquants noirs étaient plus de 12 fois plus fréquents que l'inverse,.

### Enquêtes auprès des victimes
En 1978, Michael Hindelang a comparé les données de la National Crime Victimization Survey (alors connue sous le nom de National Crime Survey, ou NCS) aux données des Uniform Crime Reports, toutes deux de 1974. Il a constaté que les données du NCS étaient généralement en accord avec les données du DUC en ce qui concerne le pourcentage d'auteurs de viol, de vol qualifié et d'agression qui étaient noirs. Par exemple, l'analyse de Hindelang a révélé que le NCS et le DUC estimaient que 62 % des auteurs de vols qualifiés étaient noirs aux États-Unis en 1974:327. Un rapport de 2004 de la National Crime Victimization Survey, qui a analysé le détournement de voiture sur 10 ans, a révélé que les victimes de détournement de voiture ont identifié 56 % des délinquants comme noirs, 21% comme blancs et 16% comme indigènes américains ou asiatiques,,.

### Criminalité juvénile
L' « Analyse nationale des enquêtes sur les gangs de jeunes » (2011) indique que parmi les membres de gangs, 46 % sont hispaniques / latinos, 35 % sont noirs, 11,5 % sont blancs et 7 % sont d'autres races / ethnies.

### Hispaniques
Selon un rapport publié en 2009 par le Pew Hispanic Center, en 2007, les Latinos « représentaient 40 % de tous les délinquants sous responsabilité fédérale - plus du triple de leur part (13 %) de la population adulte totale des États-Unis ». Il s'agit d'une augmentation par rapport à 24 % en 1991. Entre 1991 et 2007, l'application des lois fédérales sur l'immigration est devenue une priorité croissante en réponse à l'immigration sans papiers. En 2007, parmi les délinquants hispaniques condamnés par les tribunaux fédéraux, 48% étaient des délits d'immigration, 37 % des délits liés à la drogue et 15 % pour d'autres délits. L'une des raisons de la forte augmentation des infractions en matière d'immigration est qu'elles relèvent exclusivement de la compétence fédérale.

### Crimes de haine à motivation raciale
Le gouvernement fédéral publie chaque année une liste des statistiques sur les crimes haineux, 2009. Également publié par le gouvernement fédéral est la course des contrevenants connus par motivation biaisée, 2009. Selon la base de données du Federal Bureau of Investigation Uniform Crime Report, en 2010, 58,6 % des délinquants déclarés coupables de crimes de haine étaient blancs, 18,4 % des délinquants étaient noirs, 8,9 % étaient des individus de races multiples et 1 % des délinquants étaient des Américains autochtones (les Hispaniques étaient non délimitées séparément). Le rapport révèle également que 48 % de tous les délinquants haineux étaient motivés par la race de la victime, tandis que 18 % étaient fondés sur la religion de la victime, et 18 % sur la base de l'orientation sexuelle de la victime. Le rapport indique que parmi les délits de haine motivés par la race, 70 % étaient composés de biais anti-noir, tandis que 17,7 % étaient de parti pris anti-blanc et 5 % étaient de parti pris anti-asiatique ou insulaire du Pacifique.

### Composition raciale des zones géographiques
Des études ont examiné que les zones ethniques / raciales hétérogènes, le plus souvent les quartiers des grandes villes, ont des taux de criminalité plus élevés que les zones plus homogènes. La plupart des études constatent que plus une région est ethniquement / racialement hétérogène, plus ses taux de criminalité sont élevés.
Les études examinant la relation entre les pourcentages de races différentes dans une région et les taux de criminalité ont généralement trouvé des relations similaires à celles des taux de criminalité à l'échelle nationale ou aucune relation significative. Les corrélations les plus souvent étudiées sont les corrélations entre les populations noires et hispaniques dans une zone donnée et la criminalité. Selon une étude de l' American Journal of Sociology, une corrélation positive existe entre le pourcentage d'hommes noirs dans un quartier et les perceptions des taux de criminalité dans le quartier, même après avoir contrôlé d'autres facteurs de corrélation et les caractéristiques du quartier. L'étude a été menée parmi les perceptions des résidents des quartiers de Chicago, Seattle et Baltimore en comparaison avec les données du recensement et les statistiques sur la criminalité des services de police. Les répondants au sondage ont systématiquement évalué les Afro-Américains comme plus enclins à la violence que les données et les statistiques ne l'ont indiqué, ce qui a conduit à la conclusion que le stéréotype des Noirs en tant que criminels plus probables est profondément ancré dans la conscience collective et les normes sociales des Américains. Ces données peuvent révéler une connexion possible, mais ne sont pas fonctionnelles en raison de divers autres facteurs de corrélation qui se chevauchent avec la race et l'ethnicité.
Certaines études ont plaidé pour de plus petites disparités raciales dans les crimes violents ces derniers temps. Cependant, une étude des données gouvernementales de 1980 à 2008 a révélé que la réduction du crime violent noir par rapport au crime violent blanc était un artefact de ces études précédentes, ce qui était dû au fait que les délinquants hispaniques étaient comptés comme blancs dans la comparaison. La population hispanique a augmenté rapidement et les Hispaniques ont des taux de violence supérieurs à ceux des Blancs mais inférieurs à ceux des Noirs.

## Explications des différences raciales

### Discrimination par les forces de l'ordre
La recherche suggère que les pratiques policières, telles que le profilage racial, la sur-police dans les zones peuplées de minorités et les préjugés au sein du groupe peuvent entraîner un nombre disproportionné de minorités raciales parmi les suspects de crime,,.
Un biais au sein du groupe a été observé en ce qui concerne les citations de trafic, car les policiers en noir et blanc sont plus susceptibles de citer des groupes externes. Un rapport de 2013 de l'American Civil Liberties Union a révélé que les Noirs étaient « 3,73 fois plus susceptibles que les Blancs d'être arrêtés pour possession de marijuana », même si « les Noirs et les Blancs consomment des drogues, y compris de la marijuana, à des taux similaires ». Une étude de 2020 dans la revue Nature a révélé que les conducteurs noirs étaient arrêtés plus souvent que les conducteurs blancs, et que le seuil par lequel la police décidait de fouiller les conducteurs noirs et hispaniques était inférieur à celui des blancs (à en juger par le taux de contrebande dans recherches). L'analyse de plus de 20 millions d'arrêts de circulation en Caroline du Nord a montré que les Noirs étaient plus de deux fois plus susceptibles que les Blancs d'être arrêtés par la police pour des arrêts de la circulation, et que les Noirs étaient plus susceptibles d'être fouillés après l'arrêt. Il n'y avait pas de différence significative dans la probabilité que les Hispaniques soient arrêtés, mais les Hispaniques étaient beaucoup plus susceptibles d'être fouillés après un arrêt de la circulation que les Blancs. Lorsque l'étude a contrôlé les fouilles dans les zones à forte criminalité, elle a quand même constaté que la police ciblait de manière disproportionnée les Noirs. Ces disparités raciales étaient particulièrement prononcées pour les jeunes hommes. L'étude a révélé que les Blancs qui avaient été fouillés étaient plus susceptibles de transporter de la contrebande que les Noirs et les Hispaniques,.
Une étude de 2018 dans le Journal of Empirical Legal Studies a révélé que les agents des forces de l'ordre au Texas qui pouvaient accuser les voleurs à l'étalage de deux types de crimes (un de plus grave, un de moins) en raison d'une loi vaguement libellée étaient plus susceptibles d'accuser les Noirs et les Hispaniques du crime le plus grave.
Une étude de 2019, qui a utilisé un ensemble de données sur la composition raciale de chaque shérif américain sur une période de 25 ans, a révélé que « le ratio des arrestations de Noirs sur Blancs est considérablement plus élevé sous les shérifs blancs » et que les effets semblent être « entraînée par des arrestations pour des délits moins graves et en ciblant les types de crimes noirs ». 
Une étude de 2019 de l'Institut national des normes et de la technologie a révélé que les systèmes de reconnaissance faciale étaient beaucoup plus susceptibles d'identifier à tort les visages des minorités raciales. Certains groupes ethniques, comme les Américains d'origine asiatique ou afro-américaine, étaient jusqu'à 100 fois plus susceptibles d'être mal identifiés que les hommes blancs.
Une étude de 2018 dans la revue Proceedings of the National Academy of Sciences a révélé que les jeunes hommes noirs de grande taille sont particulièrement susceptibles de recevoir une attention injustifiée de la part des forces de l'ordre. Les auteurs ont en outre trouvé un "lien de causalité entre les perceptions de la hauteur et les perceptions de menace pour les hommes noirs, en particulier pour les percepteurs qui soutiennent les stéréotypes selon lesquels les Noirs sont plus menaçants que les Blancs".

### Exposition des enfants à la violence
La recherche montre que l'exposition des enfants à la violence augmente considérablement la probabilité d'adopter un comportement violent. Lorsque les études contrôlent l'exposition des enfants à la violence, les hommes noirs et blancs sont également susceptibles d'avoir un comportement violent. Les familles blanches et noires n'ont pas de différence majeure dans la maltraitance des enfants, sauf dans la tranche de revenus de 6 000 $ à 11 999 $ (qui tombe sous le seuil de pauvreté aux États-Unis). Une étude en Australie a montré une corrélation directe avec la pauvreté dans la vie plus tard à cause de la violence faite aux enfants. Bien que la pauvreté aux États-Unis et en Australie ne soit pas la même, une compréhension générale des effets négatifs de la maltraitance infantile plus tard dans la vie a été constatée, bon nombre de ces effets contribuant à la pauvreté.   
Un article écrit par Anna Aizer, analyse les désavantages des enfants lorsqu'ils sont exposés à de fréquentes violences dans le quartier. Dans une enquête auprès de 2 248 élèves de 6e, 8e et 10e année dans un système scolaire public urbain, « Schwab-Stone et al (1995) ont constaté que 40 % des jeunes ont déclaré avoir été exposés à une fusillade ou à un coup de couteau au cours de l'année écoulée. Les enfants exposés à des niveaux de violence élevés étaient plus susceptibles d'être noirs et / ou latinos... ». En utilisant l'Anova pour observer les différences dans les résultats des enfants, ils ont constaté que l'exposition à la violence est associée à la volonté de recourir à l'agression physique, à une perception diminuée du risque, à des attentes réduites pour l'avenir, à la consommation de substances et à un faible rendement scolaire. L'étude sur la famille et le quartier de Los Angeles (LA Fans) a étudié un échantillon représentatif de tous les quartiers de LA et a évalué les conditions et les circonstances dans lesquelles chaque famille vivait. Les familles ont été sélectionnées au hasard dans chaque quartier et des entretiens ont été menés avec des adultes, des soignants et des enfants. 21 % des enfants ont déclaré avoir eu des pairs violents qui faisaient partie de gangs, 11 % ont déclaré avoir été volés, 8 % ont déclaré avoir été abattus au cours de la dernière année.

### Incapacité à verser une caution
Selon une étude publiée en 2017 dans le Journal of Law and Economics, « Des taux de détention préventive plus élevés chez les accusés appartenant à des minorités expliquent 40 % de l'écart entre les noirs et les blancs dans les taux de condamnation à la prison et 28 % de l'écart entre les Hispano-blancs ». La majorité des individus en détention provisoire sont détenus parce qu'ils n'ont pas les moyens de verser une caution. Les personnes en détention provisoire sont davantage incitées à plaider coupable (même si elles sont en réalité innocentes) pour nombre de raisons, ce qui conduit à des taux de condamnation plus élevés pour ces personnes.

### Facteurs socio-économiques
Les preuves qui soutiennent le rôle des facteurs structurels dans les taux élevés de criminalité noire proviennent de plusieurs études. Par exemple, Robert J. Sampson a rapporté que la plupart des raisons pour lesquelles les taux de crimes violents sont si élevés chez les Noirs proviennent principalement du chômage, des privations économiques et de la désorganisation familiale. Plus précisément, il a constaté que «la rareté des hommes noirs employés augmentait la prévalence des familles dirigées par des femmes dans les communautés noires » et que la prévalence accrue de ces familles entraînait à son tour des perturbations familiales qui augmentaient considérablement les taux de meurtres et de vols qualifiés de noirs. Sampson et coll. et Phillips ont rapporté qu'au moins la moitié de la différence entre les délinquants noirs et blancs est attribuable à des facteurs structurels de voisinage comme l'état matrimonial des parents et le contexte social. Plusieurs autres études ont trouvé un lien entre les taux de criminalité noire et les facteurs structurels, tels que les familles monoparentales et les inégalités structurelles,,.
Bien qu'il existe une corrélation entre les Noirs et les Hispaniques et la criminalité, les données impliquent un lien beaucoup plus fort entre la pauvreté et la criminalité que la criminalité et tout un groupe racial, lorsque le sexe est pris en considération. La corrélation directe entre le crime et la classe, en tenant compte uniquement de la race, est relativement faible. Lorsque le sexe et les antécédents familiaux sont pris en compte, la classe est plus fortement corrélée au crime que la race ou l'ethnicité,. Des études indiquent que les zones à faible statut socio-économique peuvent avoir la plus grande corrélation de la criminalité avec les jeunes hommes et les adultes, quelle que soit la composition raciale, bien que son effet sur les femmes soit négligeable. Une étude de 1996 examinant des données de Columbus, Ohio a révélé que les différences de désavantage dans les quartiers des villes expliquaient la grande majorité de la différence de taux de criminalité entre les Noirs et les Blancs et deux études de 2003 portant sur les délits violents parmi les mineurs sont parvenues à des conclusions similaires,.

### Ségrégation des logements
Une étude de 1996 révèle une forte association entre l'isolement spatial noir-blanc et les taux de violence noire, compatible avec l'hypothèse selon laquelle la ségrégation est responsable de taux plus élevés de criminalité noire. Plusieurs autres études sont parvenues à des conclusions semblables,,,. Cependant, la corrélation n'est pas égale à la causalité, et les taux de criminalité disproportionnellement plus élevés observés dans les communautés noires - ainsi que la raison de leur ségrégation - peuvent être attribués à un certain nombre de symptômes sous-jacents.
De plus, « Hagan et Peterson (1995) proposent en outre que la ségrégation des minorités raciales dans des secteurs de pauvreté concentrée contribue à des possibilités d'éducation et d'emploi inférieures, ce qui, à son tour, accroît la probabilité de criminalité et de délinquance. »

## Théories de la causalité
Historiquement, les statistiques de la criminalité ont joué un rôle central dans la discussion de la relation entre la race et la criminalité aux États-Unis. Comme ils ont été conçus pour enregistrer des informations non seulement sur les types de crimes commis, mais aussi sur les individus impliqués dans des délits, les criminologues et les sociologues ont utilisé et continuent d'utiliser les statistiques des taux de criminalité pour faire des déclarations générales concernant la démographie raciale des phénomènes liés à la criminalité. telles que la victimisation, les arrestations, les poursuites, les condamnations et l'incarcération. Quel que soit leur point de vue sur le lien de causalité, les chercheurs reconnaissent que certaines minorités raciales et ethniques sont représentées de manière disproportionnée dans les rapports d'arrestation et de victimisation qui sont utilisés pour compiler des statistiques sur le taux de criminalité. Il y a cependant beaucoup de débats sur les causes de cette disproportion. Le sociologue Orlando Patterson a expliqué ces controverses comme des différends entre criminologues libéraux et conservateurs dans lesquels chaque camp se concentre sur des aspects mutuellement exclusifs du réseau de causalité, les libéraux se concentrant sur les facteurs externes aux groupes en question et les conservateurs se concentrant sur les facteurs culturels et comportementaux internes.

### Histoire

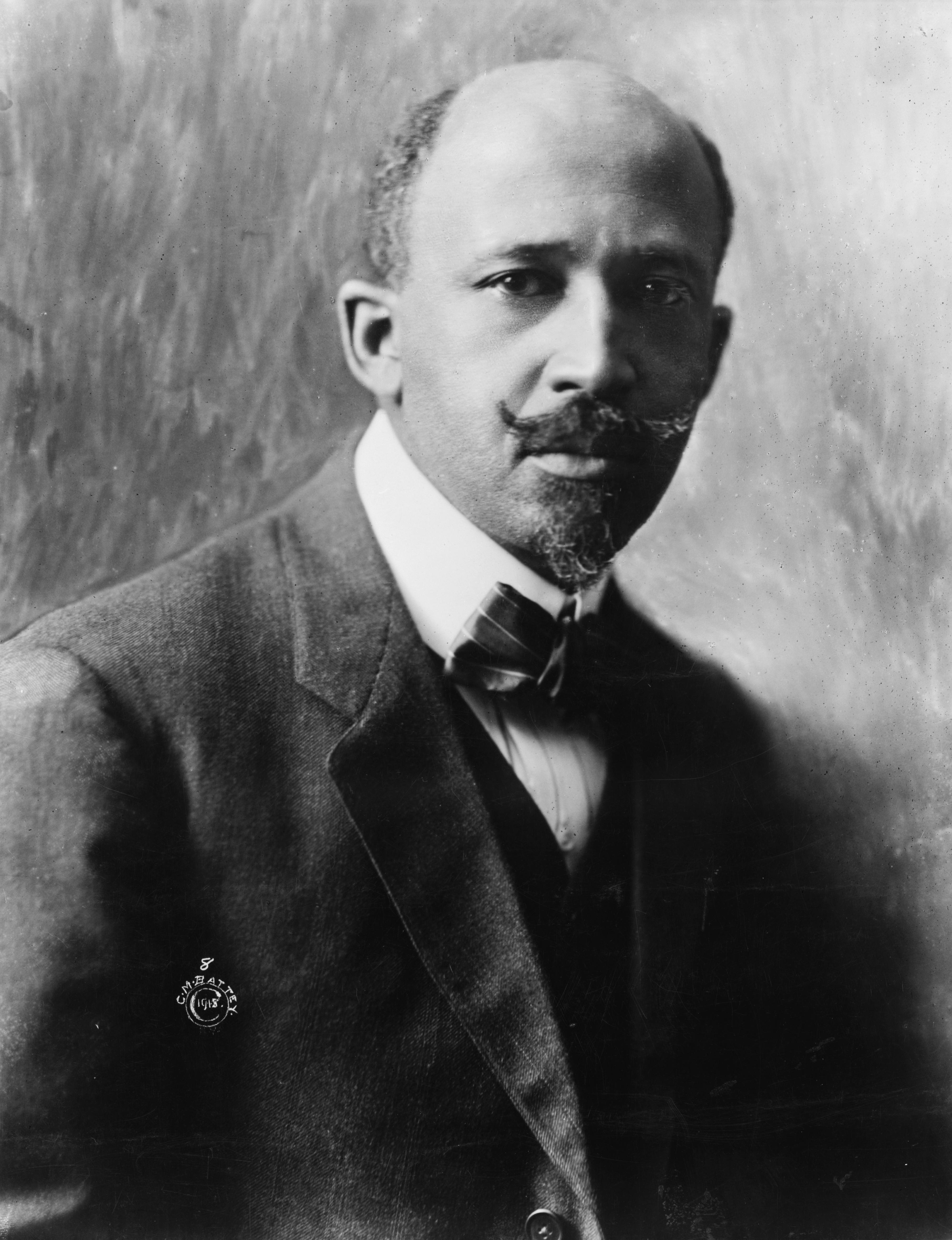
WEB Du Bois, l'un des pionniers de l'étude de la race et du crime aux États-Unis.

La relation entre la race et le crime est un domaine d'étude pour les criminologues depuis l'émergence de la criminologie anthropologique à la fin du XIXe siècle. Cesare Lombroso, fondateur de l' école italienne de criminologie, a fait valoir que le comportement criminel était le produit de facteurs biologiques, y compris la race. Il a été parmi les premiers criminologues à affirmer un lien direct entre race et criminalité. Cette perspective biologique, parfois considérée comme raciste [réf. nécessaire] et de plus en plus impopulaire [réf. nécessaire], a été critiquée par les érudits du début du 20e siècle, y compris Frances Kellor, Johan Thorsten Sellin et William Du Bois, qui ont fait valoir que d'autres circonstances, telles que les conditions sociales et économiques, étaient les facteurs centraux qui ont conduit au comportement criminel, indépendamment de course. Du Bois a retracé les causes de la représentation disproportionnée des Noirs dans le système de justice pénale jusqu'à l'émancipation mal gérée des esclaves noirs en général et le programme de location de forçats en particulier. En 1901, il écrit : 
« Il n'y a pas de statistiques fiables auxquelles on peut faire appel en toute sécurité pour mesurer exactement la croissance de la criminalité parmi les esclaves émancipés. Environ 70 % de tous les prisonniers du Sud sont noirs ; cela s'explique cependant en partie par le fait que les Noirs accusés sont toujours facilement condamnés et condamnés à de longues peines, tandis que les Blancs continuent d'échapper à la peine de nombreux délits, même entre eux. Et pourtant, en admettant tout cela, il ne peut y avoir de doute raisonnable, mais il est apparu dans le Sud depuis la guerre [civile] une classe de criminels noirs, de mocassins et de malfaiteurs qui menacent leurs semblables., noir et blanc. »
 Le débat qui a suivi est resté largement académique [pas clair] jusqu'à la fin du 20e siècle, lorsque la relation entre la race et le crime est devenue un domaine reconnu d'études spécialisées en criminologie. Helen T. Greene, professeur d'administration de la justice à la Texas Southern University, et Shaun L. Gabbidon, professeur de justice pénale à la Pennsylvania State University, notent que de nombreux programmes de criminologie et de justice pénale exigent ou proposent désormais des cours au choix sur le thème de la relation. entre la race et le crime.

### Théories modernes de la causalité

#### Théorie des conflits
La théorie des conflits est considérée comme « l'un des cadres théoriques les plus populaires parmi les spécialistes de la race et du crime ». Plutôt qu'une théorie monolithique, la théorie des conflits représente un groupe de théories étroitement liées qui opèrent sur un ensemble commun d'hypothèses fondamentales. En tant que théorie générale du comportement criminel, la théorie des conflits propose que le crime soit une conséquence inévitable du conflit qui se produit entre des groupes concurrents au sein de la société. Ces groupes peuvent être définis en fonction d'un certain nombre de facteurs, notamment la classe, le statut économique, la religion, la langue, l'origine ethnique, la race ou toute combinaison de ceux-ci. En outre, la théorie des conflits propose que le crime puisse être largement éliminé si la structure de la société devait être modifiée.
La forme de la théorie des conflits qui met l'accent sur le rôle de l'économie, étant fortement influencée par les travaux de Karl Marx et parfois appelée criminologie marxiste, considère le crime comme une réponse naturelle à l'inégalité résultant de la concurrence inhérente à la société capitaliste. Les sociologues et les criminologues qui mettent l'accent sur cet aspect des conflits sociaux soutiennent que, dans une société compétitive dans laquelle il existe une inégalité dans la distribution des biens, les groupes ayant un accès limité ou restreint aux biens seront plus susceptibles de se tourner vers la criminalité. Le criminologue néerlandais Willem Adriaan Bonger, l'un des premiers chercheurs à appliquer les principes du déterminisme économique à la question de la criminalité, a fait valoir que l'inégalité telle que constatée dans le capitalisme était en fin de compte responsable de la manifestation de la criminalité à tous les niveaux de la société, en particulier parmi les pauvres. Bien que cette ligne de pensée ait été critiquée pour avoir exigé la mise en place d'une société socialiste utopique la notion que la disproportion observée dans la représentation des minorités dans les statistiques sur le taux de criminalité pourrait être comprise comme le résultat d'un désavantage économique systématique a trouvé son chemin dans de nombreuses les théories se sont développées dans les générations suivantes.
La théorie des conflits culturels, dérivée du travail de pionnier du sociologue Thorsten Sellin, met l'accent sur le rôle des normes de conduite culturellement acceptées dans la formation des groupes culturels et les conflits qui surviennent à travers leur interaction. La théorie des conflits culturels soutient que le groupe ayant le plus de pouvoir dans toute société s'assure que ses valeurs, traditions et comportements, que Sellin a appelés normes de conduite, sont ceux auxquels tous les autres membres de la société sont obligés de se conformer, et toutes les actions qui entrent en conflit avec les intérêts du groupe dominant sont identifiés comme étant de nature déviante et / ou criminelle. Les idées originales de Sellin ont continué à être développées tout au long du 20e siècle, notamment par George Vold dans les années 1950 et Austin Turk dans les années 1960, et continuent d'influencer le débat contemporain. Les travaux récents de Gregory J. Howard, Joshua D. Freilich et Graeme R. Newman appliquent la théorie des conflits culturels à la question de la criminalité des immigrants et des minorités dans le monde. Selon leurs recherches, alors que les groupes culturellement homogènes connaissent peu ou pas de conflits culturels, car tous les membres partagent le même ensemble de « normes de conduite », les groupes culturellement hétérogènes, tels que les nations industrielles modernes avec de grandes populations d'immigrants, affichent une concurrence accrue entre les ensembles de des normes culturelles qui, à leur tour, entraînent une augmentation de la violence et de la criminalité. Les sociétés qui présentent une forte diversité culturelle au sein de leur population, aurait-on tendance à avoir des taux de criminalité violente plus élevés.
Selon des théoriciens des conflits tels que Marvin Wolfgang, Hubert Blalock et William Chambliss, la représentation disproportionnée des minorités raciales dans les statistiques de la criminalité et dans la population carcérale est le résultat de disparités motivées par la race et la classe dans les arrestations, les poursuites et les condamnations plutôt que des différences de participation effective à des activités criminelles, une approche qui a également été adoptée par les partisans de la théorie critique de la race. Cette argumentation est généralement considérée comme faisant partie d'une approche plus large des questions liées à la race, dénommée la thèse sur la discrimination, qui suppose que les différences de traitement reçues par les personnes issues de minorités raciales dans un certain nombre d'institutions publiques, y compris la justice pénale, systèmes d'éducation et de soins de santé, est le résultat d'une discrimination raciale manifeste. La thèse de la non-discrimination, qui cherche à défendre ces institutions contre de telles accusations, s’oppose à ce point de vue.
Au moment où elle a été proposée pour la première fois, la théorie des conflits était considérée en dehors du courant dominant des théories criminologiques plus établies, telles que la théorie des contraintes, la théorie de la désorganisation sociale et la théorie de l'association différentielle. Barbara D. Warner, professeure agrégée de justice pénale et d'études policières à la Eastern Kentucky University, note que la théorie des conflits a fait l'objet de critiques croissantes ces dernières années. Des études récentes affirment que, même s'il peut y avoir de réelles différences de condamnation liées à des caractéristiques non juridiques telles que la race dans les années 1960, la discrimination en matière de condamnation telle que décrite par les théoriciens du conflit à cette époque n'existe plus. La critique a également souligné le manque de testabilité de la théorie générale. Bien que de nombreuses recherches aient été effectuées pour corréler la race, le niveau de revenu et la fréquence des crimes, généralement des comportements criminels moins graves tels que le vol ou le vol, la recherche a montré qu'il n'y avait pas de corrélation significative entre la race, le niveau de revenu et la gravité du crime. Ainsi, la théorie des conflits rencontre des difficultés pour tenter de rendre compte des niveaux élevés de crimes violents tels que le meurtre, l'homicide et le viol, dans les populations minoritaires.
La théorie des souches, qui découle en grande partie des travaux de Robert K. Merton dans les années 1930 et 1940, soutient que les structures sociales au sein de la société qui conduisent à l'inégalité et à la privation dans des segments de sa population encouragent indirectement ces segments à commettre des délits. Selon la théorie des tensions, les différences de taux de criminalité entre les races sont le résultat de réelles différences de comportement, mais doivent être comprises comme une tentative de réduire la privation absolue ou relative et de s'adapter à la structure d'opportunité existante.
Une approche plus récente de la théorie des déformations a été proposée par Steven F. Messner et Richard Rosenfeld dans les années 1990. Dans leur version de la théorie, qu'ils appellent la théorie de l'anomie institutionnelle, Messner et Rosenfeld soutiennent que la domination des préoccupations matérialistes et des mesures du succès manifestées dans le rêve américain affaiblit l'efficacité des mécanismes informels de contrôle social et des processus de soutien, ce qui encourage l'économie gagner par tout moyen, légal ou illégal. Par conséquent, dans les segments de la population qui connaissent la plus grande privation relative, on est prêt à recourir à la criminalité pour surmonter les inégalités et éliminer la privation relative.
Les critiques de la théorie des souches soulignent ses faiblesses par rapport aux modèles de comportement criminel réels. Michael R. Gottfredson et Travis Hirschi soutiennent que la théorie de la souche « interprète mal la nature de l'acte criminel, lui conférant des vertus qu'elle ne possède pas ». Ils soulignent en outre que, bien que la théorie des tensions suggère que les criminels devraient avoir tendance à viser des personnes dans une situation économique plus avantageuse qu'eux, ils victimisent plus souvent des individus qui vivent dans les mêmes circonstances économiques.

#### Théorie générale des déformations
Plusieurs études ont montré que la théorie générale des souches d' Agnew explique en grande partie la différence de criminalité entre les Noirs et les Blancs,,.

#### Théorie du contrôle social
La théorie de la désorganisation sociale suggère que des taux de criminalité élevés sont en grande partie le résultat d'une écologie sociale hétérogène et appauvrie. Les partisans de la théorie indiquent que le processus de décadence urbaine est un facteur majeur contribuant à l'effondrement de communautés urbaines saines, ce qui devrait normalement freiner la propagation de nombreuses formes de comportement criminel. La diversité des cultures minoritaires présentes dans les quartiers frappés par la pauvreté empêche la formation de liens sociaux solides et laisse les habitants indifférents au maintien de relations communautaires positives. Il a été observé que cela augmente la probabilité de criminalité dans certaines zones urbaines, ce qui peut entraîner une augmentation des services de police et une nouvelle rupture des structures familiales à la suite des arrestations, ce qui, à son tour, précipite davantage de criminalité. La théorie de la désorganisation sociale a contribué à établir la notion selon laquelle les communautés stables et culturellement homogènes ont des taux de délinquance et de criminalité plus faibles, quelle que soit leur race.

#### Théorie des opportunités macro-structurelles
Phillippia Simmons rapporte que de nombreuses études qui ont enquêté sur la criminalité intra et interraciale cherchent à expliquer cela à travers une théorie de l'opportunité macrostructurale qui affirme que la violence interraciale est principalement fonction de l'opportunité et de l'accès. Selon cette théorie, les taux de criminalité intraraciale restent relativement élevés en raison du fait qu'une grande partie des États-Unis reste résidente séparée. Elle note que cette théorie prédit que, si les zones résidentielles étaient plus intégrées racialement, la criminalité intraraciale diminuerait et la criminalité interraciale augmenterait en conséquence. Cependant, elle note également que tous les chercheurs sur le sujet de la criminalité intraraciale ne sont pas d'accord avec ce résultat, certains pointant vers d'autres facteurs macrostructuraux, tels que le revenu et l'éducation, qui peuvent annuler l'effet de la race sur la criminalité inter et intraraciale.
Anthony Walsh critique la tentative d'utiliser le modèle d'opportunité macrostructurale pour expliquer le viol interracial comme cela a été fait dans des études menées au cours des dernières décennies, soulignant qu'une telle défense est directement contredite par les données relatives à l'homicide. Walsh soutient que le modèle d'opportunité macrostructurale aide à expliquer pourquoi les meurtriers noirs choisissent presque toujours des victimes noires. Il existe des disparités dans les taux de signalement de viol, où les victimes de certaines races sont statistiquement moins susceptibles ou plus susceptibles de signaler leur viol, en particulier en fonction de la race du délinquant. Les femmes noires en Amérique sont plus susceptibles de signaler des agressions sexuelles perpétrées par un étranger,. Les femmes noires sont plus susceptibles de sous-déclarer les viols dans l'ensemble car elles sont plus susceptibles de se blâmer, de se sentir blâmées ou de ne pas être crues.
La théorie du contrôle social, qui figure parmi les théories les plus populaires en criminologie propose que le crime soit le plus souvent perpétré par des individus qui n'ont pas de liens ou de liens solides avec leur environnement social. Basée sur les causes de la délinquance de Travis Hirschi (1969), la théorie du lien social a lancé la notion selon laquelle les criminologues peuvent obtenir des informations utiles sur les motifs du comportement criminel en examinant ce qui motive normalement les individus à s'abstenir de la criminalité. On en déduit que, dans les segments de la population où cette motivation fait défaut, la criminalité sera plus répandue. Hirschi a été explicite en mentionnant qu'il pensait que sa théorie était vraie à travers toutes les frontières raciales, et les recherches ultérieures - aux États-Unis et à l'étranger - semblent confirmer cette croyance. L'idée centrale de la théorie du contrôle social est développée dans plusieurs autres théories de la causalité, en particulier la théorie de la désorganisation sociale.

#### Subculture de la théorie de la violence
En tant que théorie du comportement criminel, la théorie de la sous-culture de la violence affirme que certains groupes ou sous-cultures existent dans la société dans laquelle la violence est considérée comme une réponse appropriée à ce qui, dans le contexte de cette sous-culture, est perçu comme des situations menaçantes. S'appuyant sur les travaux de l'anthropologue culturel Walter B. Miller, la théorie des préoccupations centrales, qui se concentrait sur les mécanismes sociaux derrière la délinquance chez les adolescents, les sociologues Marvin Wolfgang et Franco Ferracuti ont proposé que le taux de criminalité disproportionnellement élevé chez les Afro-Américains pourrait s'expliquer par leur possédant une sous-culture raciale unique dans laquelle la violence est vécue et perçue d'une manière différente de celle couramment observée dans la culture américaine dominante.
Quant aux origines de cette sous-culture de la violence chez les Afro-Américains, les sociologues promouvant la théorie ont pointé vers leur héritage du Sud. Comme indiqué dans plusieurs études menées au cours des années 1960 et 1970, il existe un écart traditionnel nord-sud dans la distribution des homicides aux États-Unis, quelle que soit la race, et cela, a-t-on soutenu, indique que les Noirs et les Blancs du Sud de classe inférieure se partagent la même sous-culture de la violence.
Cependant, la base empirique de la théorie de la sous-culture de la violence a été décrite comme « extrêmement limitée et peu convaincante ». Très peu a été fait pour tenter une évaluation adéquate des valeurs sous-culturelles prétendument criminogènes, et plusieurs études menées à la fin des années 1970 prétendaient fausser les hypothèses sur lesquelles repose la théorie de la sous-culture de la violence. Plus récemment, les chercheurs ont critiqué la théorie comme étant potentiellement de nature raciste dans son implication d'une ethnie ou d'une culture donnée soi-disant moins apte ou moins digne d'être qualifiée de civilisée, ce qui impliquerait à son tour une dénomination stéréotypée comportement blanc comme norme objective à suivre pour toutes les sociétés. L'hypothèse a été reconsidérée récemment par Barry Latzer, qui a suggéré que les Noirs américains avaient hérité d'une sous-culture de la violence de la culture d'honneur sud-américaine blanche (qui eux-mêmes avaient développé cette culture à partir de la région frontalière brutale et sans loi du nord de la Grande-Bretagne) et cette différence de taux de criminalité pourrait être partiellement expliqué par cette manifestation contemporaine de la culture de l'honneur du Sud,. L'argument de Latzer a été critiqué par German Lopez pour ne pas démontrer adéquatement la causalité présumée entre la culture et le crime, et pour ne pas tenir compte de la baisse des taux de criminalité au 20e siècle ou définir clairement les limites de ce qui constituerait une culture aux fins de Latzer.

## Voir également
- Incarcération aux États-Unis
- Race et intelligence
- Profilage racial aux États-Unis

#### Ouvrages
- Gregg Barak, Jeanne Flavin, Paul Leighton, Class, Race, Gender, and Crime: The Social Realities of Justice in America, Maryland: Rowman & Littlefield, 2007  (ISBN 978-0-7425-4688-2).
- Willem Adriaan Bonger, Margaret Mathews Hordyk, Race and Crime, New York: Columbia University Press, 1943.
- Ben Bowling, The Sage Dictionary of Criminology, Thousand Oaks, 2nd, 2006 (ISBN 978-1-4129-1086-6), « Disproportionality »
- Benjamin Bowling, Coretta Phillips, Racism, Crime and Justice, Harlow: Pearson Education Limited, 2002  (ISBN 0-582-29966-7).
- James W. Clarke, The Lineaments of Wrath: Race, Violent Crime, and American Culture, New Jersey: Transaction Publishers, 2001  (ISBN 1-56000-358-8).
- Jeanette Covington, 2001 Race Odyssey: African Americans and Sociology, Syracuse, Syracuse University Press, 2002 (ISBN 978-0-8156-2938-2), « Racial Classification in Criminology »
- Shelly Clevenger, Encyclopedia of Race and Crime, Thousand Oaks, Sage Publications, 2009, 780–783 (ISBN 978-1-4129-5085-5, lire en ligne), « Subculture of Violence Theory »
- Richard Delgado, Jean Stafancic, Critical Race Theory: An Introduction, New York: New York University Press, 2001  (ISBN 0-8147-1931-7).
- Miriam DeLone, Cassia Spohn, Samuel Walker, The Color of Justice: Race, Ethnicity, and Crime in America (4th Edition), Belmont: Thomson & Wadsworth, 2007  (ISBN 978-0-534-62446-0).
- W. E. B. Du Bois, Race, Crime and Justice: A Reader, New York, Routledge, 2005 (ISBN 978-0-415-94707-7), « The Spawn of Slavery: The Convict-Lease System in the South »
- Marvin D. Free, Crime Statistics and Reporting in : Shaun L. Gabiddon, Helen T. Greene, Encyclopedia of Race and Crime, Thousand Oaks: Sage Publications, 2009  (ISBN 978-1-4129-5085-5).
- Shaun L. Gabbidon, Criminological Perspectives on Race and Crime, New York, Routledge, 2007 (ISBN 978-0-415-95314-6)
- Shaun L. Gabbidon et Greene, Helen T., Race and Crime, Thousand Oaks, Sage Publications, 2005a (ISBN 978-0-7619-2948-2, lire en ligne)
- Race, Crime and Justice: A Reader, New York, Routledge, 2005b (ISBN 978-0-415-94707-7)
- Encyclopedia of Race and Crime, Thousand Oaks, Sage Publications, 2009 (ISBN 978-1-4129-5085-5)
- Sean Goodison, Encyclopedia of Race and Crime, Thousand Oaks, Sage Publications, 2009, 713–716 (ISBN 978-1-4129-5085-5, lire en ligne), « r/K Theory »
- Philip Gasper, Encyclopedia of Race and Crime, Thousand Oaks, Sage Publications, 2009, 399–402 (ISBN 978-1-4129-5085-5, lire en ligne), « IQ »
- Gottfredson, Michael R.; Hirschi, Travis (1990). A General Theory of Crime. Stanford: Stanford University Press  (ISBN 0-8047-1774-5).
- Georgen Guerrero, Encyclopedia of Race and Crime, Thousand Oaks, Sage Publications, 2009, 762–763 (ISBN 978-1-4129-5085-5, lire en ligne), « Social Disorganization Theory »
- John Hagan, Lauren J. Krivo, Ruth D. Peterson, The Many Colors of Crime: Inequalities of Race, Ethnicity, and Crime in America, New York: New York University Press, 2006  (ISBN 978-0-8147-6719-1).
- Hart et Rennison, Reporting Crime to the Police, 1992-2000, United States Department of Justice, Bureau of Justice Statistics., 2003 (lire en ligne)
- Darnell F. Hawkins, Race, Crime and Justice: A Reader, New York, Routledge, 2005 (ISBN 978-0-415-94707-7), « Black and White Homicide Differentials: Alternatives to an Inadequate Theory »
- Darnell F. Hawkins, Ethnicity, Race, and Crime: Perspectives Across Time and Place, New York: Suny Press, 1995  (ISBN 978-0-7914-2195-6).
- Ronald M. Holms, Jeffery R. Maahs et Gennaro F. Vito, Criminology: Theory, Research, and Policy, Sudbury, Jones & Bartlett Publishers, 2007 (ISBN 978-0-7637-3001-7)
- James B. Jacobs, Kimberley Potter, Hate Crimes: Criminal Law and Identity Politics, New York: Oxford University Press, 1998  (ISBN 0-19-511448-5).
- Arthur R. Jensen, The g Factor, Londres: Preager, 1998  (ISBN 0-275-96103-6).
- Arthur R. Jensen, J. P. Rushton, Thirty Years of Research on Race Differences in Cognitive Ability in: Psychology, Public Policy and Law, vol. 11, no 2, 2005, pp. 235–294. Wayback Machine
- Randall Kennedy, Race, Crime, and the Law, New York: Pantheon Books (Random House), 1998  (ISBN 0-679-43881-5).
- Stuart Kinner, Psychopathy as an Adaptation: Implications for Society and Social Policy, in: Richard W. Bloom, Nancy K. Dess, Evolutionary Psychology and Violence: A Primer for Policymakers and Public Policy Advocates, Westport: Praeger Publishers (Greenwood), 2003  (ISBN 0-275-97467-7).
- Gary LaFree, Ethnicity, Race, and Crime: Perspectives Across Time and Place, Albany, State University of New York, 1995 (ISBN 978-0-7914-2195-6), « Race and Crime Trends in the United States, 1946–1990 »
- John Lea, Jock Young, The Race and Crime Debate in: Yvonne Jewkes, Gayle Letherby, Criminology: A Reader, Thousand Oaks: Sage Publications, 2002  (ISBN 0-7619-4711-6).
- Coramae R. Mann, Unequal Justice: A Question of Color, Bloomington, Indiana University, 1993 (ISBN 978-0-253-33676-7, lire en ligne)
- Ineke H. Marshall, Ethnicity and Race in: David Levinson, Encyclopedia of Crime and Punishment, vol. I,  Thousand Oaks: Sage Publications, 2002, p. 632-637  (ISBN 0-7619-2258-X).
- Clayton J. Mosher, Terance D. Miethe et Dretha M. Phillips, The Mismeasure of Crime, Thousand Oaks, Sage Publications, 2002 (ISBN 978-0-7619-8711-6)
- Samuel L. Myers, Margaret C. Simms, The Economics of Race and Crime, New Jersey: Transaction Publishers, 1988  (ISBN 978-0-88738-755-5).
- Gunnar Myrdal, The Economics of Race and Crime, New Jersey, Transaction Publishers, 1988 (ISBN 978-0-88738-755-5), « Inequality of Justice »
- William Oliver, The Structural-Cultural Perspective: A Theory of Black Male Violence (2000), in: Darnell F. Hawkins, Violent Crime: Assessing Race and Ethnic Differences, Cambridge: Cambridge University Press, 2003  (ISBN 0-521-62297-2).
- Otu et Horton, « Ethnicity and Crime: Criminal Behavior Redefined », African Journal of Criminology and Justice Studies, vol. 1, no 2,‎ novembre 2005 (ISSN 1554-3897, lire en ligne, consulté le 26 juin 2011)
- Becky Petit, Bruce Western, Mass Imprisonment and the Life Course: Race and Class Inequality in U.S. Incarceration in American Sociological Review, vol. 69, avril 2004, p. 151–169.
- Rand, Criminal Victimization, 2008, United States Department of Justice, Bureau of Justice Statistics., 2009 (lire en ligne)
- Rennison, Violent Victimization and Race, 1993–1998, United States Department of Justice, Bureau of Justice Statistics., 2001 (lire en ligne)
- Michael Rowe, Policing, Race and Racism, Portland: Willan Publishing, 2004  (ISBN 1-84392-044-1).
- Katheryn K. Russell, African American Classics in Criminology and Criminal Justice, Thousand Oaks, Sage Publications, 2002, 351–376 p. (ISBN 978-0-7619-2432-6), « The Racial Hoax as Crime: The Law as Affirmation »
- J. Philippe Rushton, Race, Evolution, and Behavior: A Life History Approach, New Brunswick, Transaction Publishers, 1995 (ISBN 978-1-56000-146-1, lire en ligne)
- Katheryn Russell-Brown, Underground Codes: Race, Crime, and Related Fires, New York: New York University Press, 2004  (ISBN 0-8147-7540-3).
- Katheryn Russell-Brown, Protecting Our Own: Race, Crime, and African Americans, Maryland: Rowman & Littlefield, 2006  (ISBN 978-0-7425-4571-7).
- Sabol et West, Prison Inmates at Midyear 2008 – Statistical Tables, United States Department of Justice, Bureau of Justice Statistics., 2009 (lire en ligne)
- Robert J. Sampson et Wilson, William J., Race, Crime and Justice: A Reader, New York, Routledge, 2005b (ISBN 978-0-415-94707-7), « Towards a Theory of Race, Crime and Urban Inequality »
- Larry J. Siegel, Criminology (10th Edition), Belmont: Thomson Higher Education, 2009  (ISBN 0-495-39102-6).
- Phllippia Simmons, Intraracial Crime in: Shaun L. Gabiddon, Helen T. Greene, Encyclopedia of Race and Crime, Londres: Sage Publications, 2009  (ISBN 978-1-4129-5085-5).
- Barbara Sims, Conflict Theory in: Shaun L. Gabiddon, Helen T. Greene, Encyclopedia of Race and Crime, Londres: Sage Publications, 2009  (ISBN 978-1-4129-5085-5).
- Heather R. Tubman-Carbone, Encyclopedia of Race and Crime, Thousand Oaks, Sage Publications, 2009, 50–54 (ISBN 978-1-4129-5085-5, lire en ligne), « Biological Theories »
- Anthony Walsh, Biosociology: An Emerging Paradigm, Westport: Praeger Publishers (Greenwood), 1995  (ISBN 0-275-95328-9).
- Anthony Walsh, Race and Crime: A Biosocial Analysis, Hauppauge, Nova Science Publishers, 2004 (ISBN 978-1-59033-970-1)
- Anthony Walsh, Kevin M. Beaver, Introduction to Biosocial Criminology in: Kevin M. Beaver, Anthony Walsh, Biosocial Criminology: New Directions in Theory and Research, New York: Routledge, 2009  (ISBN 0-415-98943-4).
- Barbara D. Warner, The Reporting of Crime: A Missing Link in Conflict Theory (1989), in: Allen E. Liska, Social Threat and Social Control, Albany: Suny Press, 1992  (ISBN 0-7914-0903-1).
- Welch, « Black Criminal Stereotypes and Racial Profiling », Journal of Contemporary Criminal Justice, vol. 23, no 3,‎ 2007, p. 276–288 (DOI 10.1177/1043986207306870)
- Glayde Whitney, Jared Taylor, Crime and Racial Profiling by U.S. Police: Is There an Empirical Basis? (1999), in: Shaun L. Gabbidon, Helen T. Greene, Race, Crime and Justice: A Reader, New York: Routledge, 2005  (ISBN 0-415-94707-3).
- John D. Wright, Race and Crime, Broomall: Mason Crest Publishers, 2002  (ISBN 978-1-59084-378-9).
- John P. Wright, Biosocial Criminology: New Directions in Theory and Research, New York, Routledge, 2009 (ISBN 978-0-415-98943-5), « Inconvenient Truths: Science, Race and Crime »
- Zawitz, Highlights from 20 Years of Surveying Crime Victims: The National Crime Victimization Survey, 1973-1992, United States Department of Justice, Bureau of Justice Statistics., 1993 (lire en ligne)

#### Documentaire
- Le 13e, documentaire américain réalisé en 2016 par Ava DuVernay.